# Lautarite
La lautarite è un minerale composto da iodato di calcio scoperto a Pampa del Pique III nei pressi di Oficina Lautaro, distretto si Taltal, regione di Antofagasta, Cile nel 1891. Il nome è stato attribuito in riferimento alla località dove è stato scoperto (Oficina Lautaro).

## Morfologia
La lautarite è stata scoperta sotto forma di aggregati radiali di piccoli cristalli corti di forma prismatica incolori con alcune zone gialle dovute ad impurità

## Origine e giacitura
La lautarite è stata trovata come rivestimento delle fratture o inglobata nel gesso in un giacimento di nitrati associata a gesso, brüggenite, dietzeite, sodanitro, anidrite, idroboracite ed halite.